# Bruce Robertson (pływak)
Bruce Richard Robertson (ur. 27 kwietnia 1953 w Vancouver) – kanadyjski pływak. Dwukrotny medalista olimpijski z Monachium.
Specjalizował się w stylu motylkowym i dowolnym. Brał udział w dwóch igrzyskach (IO 72, IO 76). W 1972 zajął drugie miejsce na dystansie 100 metrów motylkiem i wspólnie z kolegami był trzeci w sztafecie stylem zmiennym. W 1976 Kanadyjczycy w sztafecie zajęli drugie miejsce, jednak Robertson płynął jedynie w eliminacjach. W 1973 został mistrzem świata na swym koronnym dystansie 100 m motylkiem i był trzeci w sztafecie w stylu zmiennym. Rok później sięgnął po sześć medali igrzysk Brytyjskiej Wspólnoty Narodów w Nowej Zelandii (dwa złote, dwa srebrne  i dwa brązowe).
W swej karierze wywalczył także pięć medali igrzysk panamerykańskich, wszystkie na igrzyskach w Meksyku.